# 姜藝瑟
姜藝瑟（韓語：강예솔；1984年4月30日—），本名林一圭，韓國女演員，2006年第76屆春香小姐，至2015年後息影。

## 演出作品

### 電視劇
- 2006年：KBS《花郎戰士MARU》
- 2006年：KBS《黃真伊》
- 2007年：OCN《黑道奶爸》
- 2008年：MBC《每天夜晚》
- 2009年：SBS《自鳴鼓》
- 2011年：MBC《我的公主》飾演 李丹
- 2011年：SBS《你睡著的時候》飾演 吳信慧
- 2011年：Channel A《蔬菜店的小夥子》 飾演 姜書恩
- 2012年：tvN《需要浪漫2012》飾演 禹志熙
- 2012年：KBS《Drama Special－像童話一樣》飾演 韓瑞英
- 2014年：KBS《鄭道傳》飾演 良知
- 2014年：KBS《純金的地》飾演 鄭純金
- 2015年：SBS《深夜食堂》飾演 美英（特別出演）

### 電影
- 2006年：《殘酷的工作》

## 外部連結
- NAVER （页面存档备份，存于）